# 혼다 다다나오 (1670년)
혼다 다다나오(本多忠直)는 야마토 고리야마 번 제3대 번주를 지냈다.
아사카와번주 혼다 다다하루의 장남으로 태어났다. 후에 숙부 고리야마 번 선대 번주 혼다 다다쓰네의 양자로 입적되었다.
| 전임 혼다 다다쓰네 | 제3대 고리야마 번 번주 (혼다가 다다요시계) 1709년 ~ 1717년 | 후임 혼다 다다무라 |